# Frontenaud
Frontenaud is een gemeente in het Franse departement Saône-et-Loire (regio Bourgogne-Franche-Comté) en telt 691 inwoners (2004). De plaats maakt deel uit van het arrondissement Louhans.

## Geografie
De oppervlakte van Frontenaud bedraagt 15,0 km², de bevolkingsdichtheid is 46,1 inwoners per km².
De onderstaande kaart toont de ligging van Frontenaud met de belangrijkste infrastructuur en aangrenzende gemeenten.

## Demografie
Onderstaande figuur toont het verloop van het inwonertal (bron: INSEE-tellingen).